# Iscrizione runica U 11
L'iscrizione runica U 11 è posta nelle rovine della casa del vecchio re di Hovgården, nell'isola di Adelsö in Svezia.
Tolir è un "bryte", parola dell'antico svedese che indica uno schiavo che ha lavorato come caposquadra. La parola "bryte" ha la stessa etimologia del verbo inglese "to break" ("rompere"), nel significato di spezzare il pane; così "bryte" può essere anche quella persona che serve il cibo.
Gylla fu la moglie di Tolir. Si crede che Håkon sia Haakon di Svezia.